# Mitling-Marker Kirche

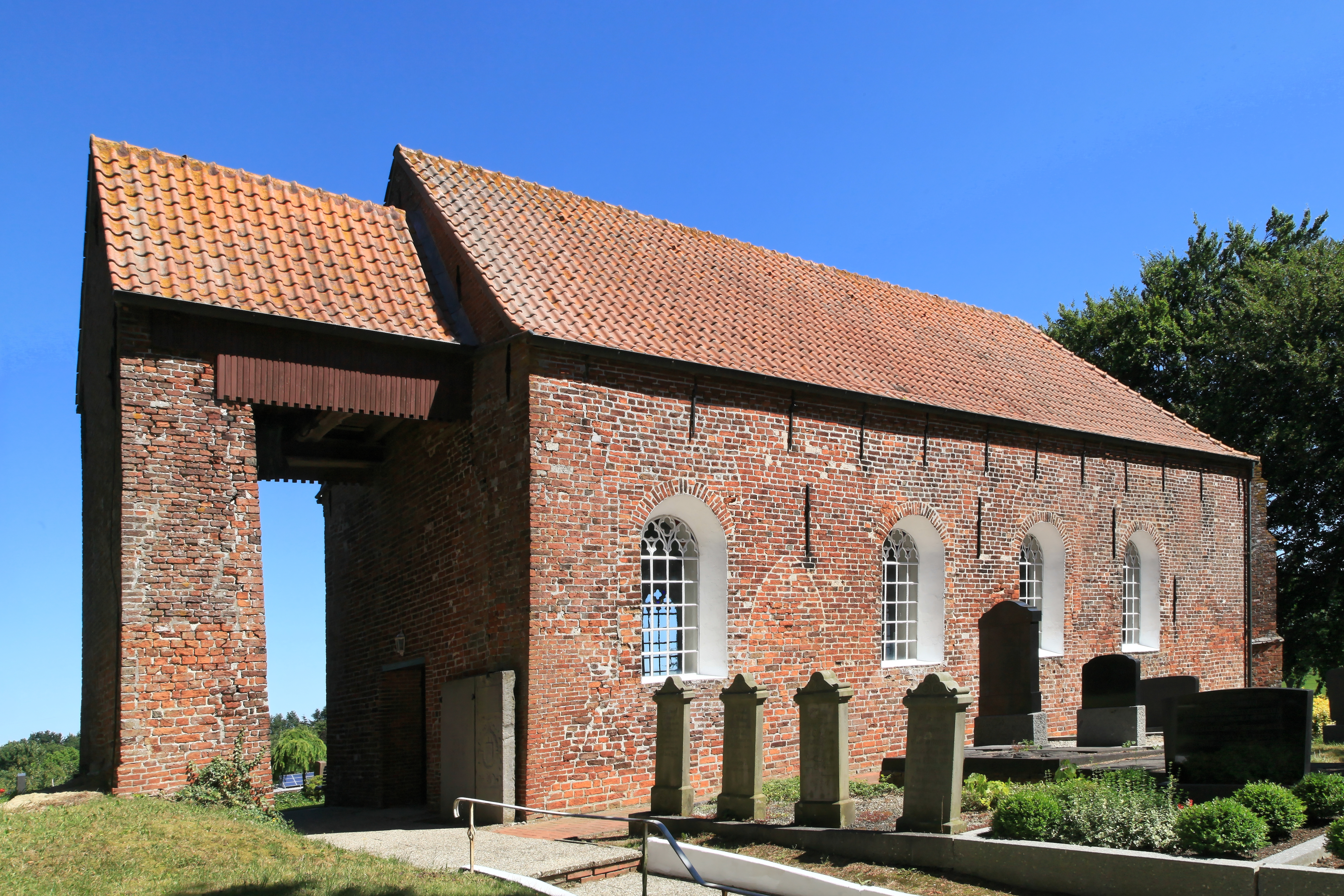
Reformierte Kirche in Mitling-Mark

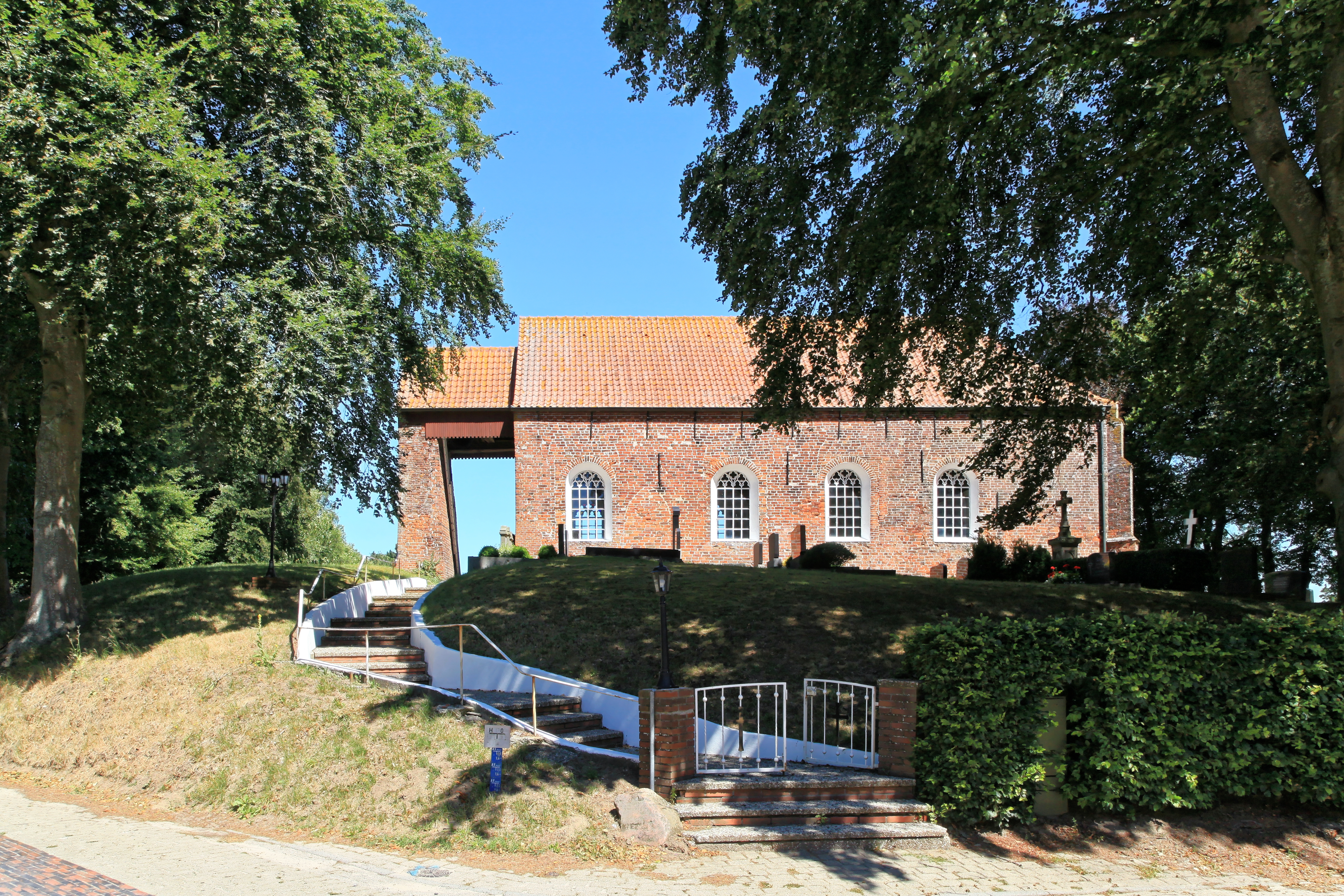
Blick von Süden auf die Kirchenwarft

Die evangelisch-reformierte Mitling-Marker Kirche im ostfriesischen Westoverledingen wurde im 13. Jahrhundert auf einer Warft gebaut.

## Geschichte und Baubeschreibung

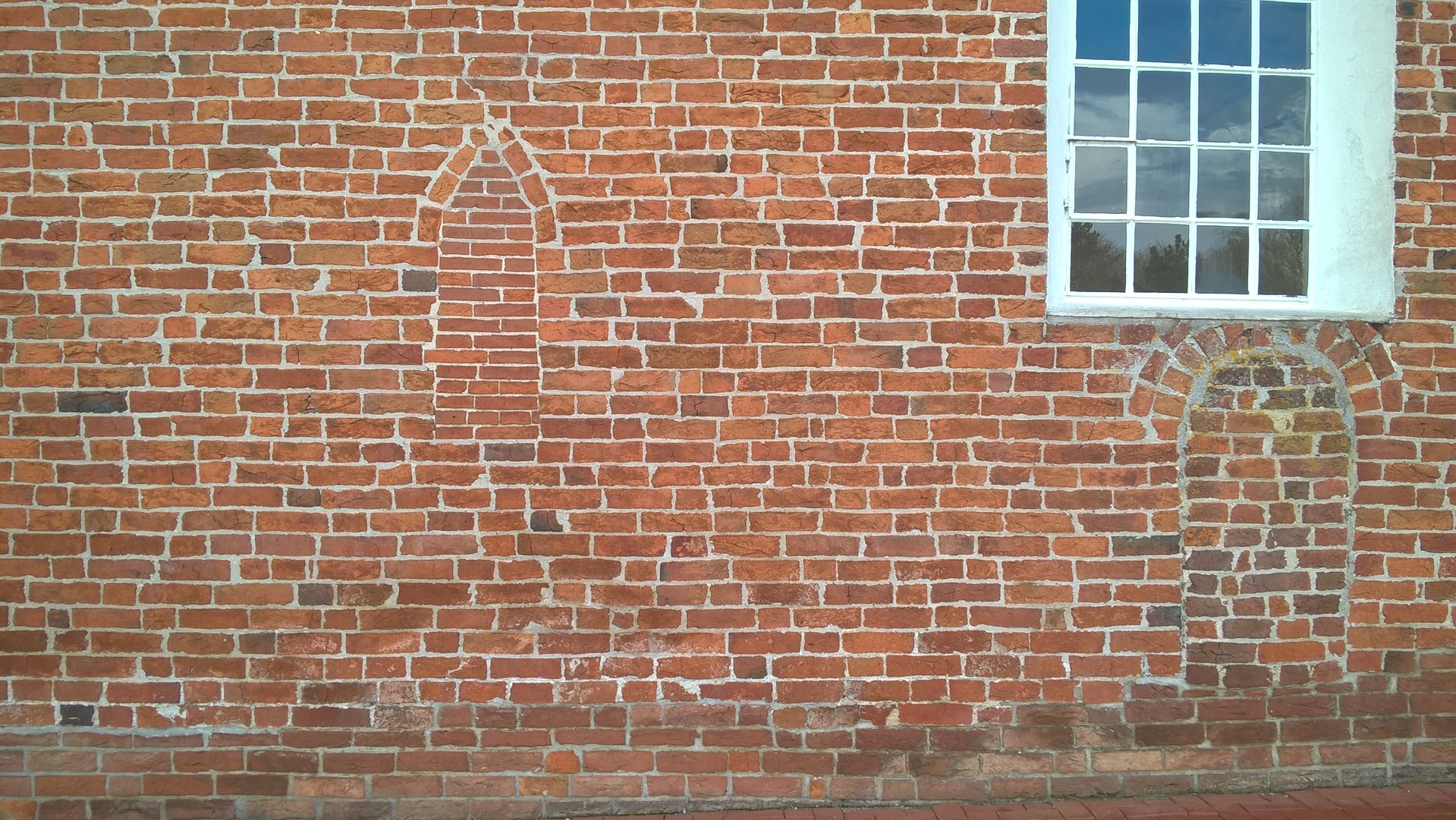
Vermauertes Hagioskop (links) und vermauerte Frauentür in der Nordwand

Im 13., spätestens im 14. Jahrhundert wurde die Backsteinkirche als rechteckiger Saalbau errichtet. Die Lage außerhalb des Dorfes, der Mauerschutt in der Warft und die Überlieferungen von einem Kloster sprechen dafür, dass die Kirche ursprünglich zu einem Kloster gehörte, das in vorreformatorischer Zeit abgerissen wurde. Vielleicht war sie eine Filialkirche der Kommende Muhde. Im Mittelalter war sie dem Heiligen Kreuz geweiht. Vor 1520 fand eine Erneuerung des Chors statt. Er wird seitdem von einem Walmdach abgeschlossen und von zwei Strebepfeilern gestützt. Der ungewöhnliche Glockenturm, der aus einer parallelen und überdachten Mauer zur Westwand besteht, wurde später angebaut. Das Portal mit Spitzbogen in der Südwand und die großen rundbogigen Fenster wurden später eingebrochen. Das ursprüngliche Nordportal, die sogenannte Frauentür, sowie die beiden ehemaligen Hagioskope in der Süd- bzw. Nordwand sind heute zugemauert.
Die kleine Kirchengemeinde unterhielt bis 1939 Jahre einen eigenen Pastor und wird seitdem von der Papenburger Gemeinde betreut. Das gegenüberliegende alte Pfarrhaus wurde in ein Café mit Ferienwohnung umgewandelt.

## Ausstattung

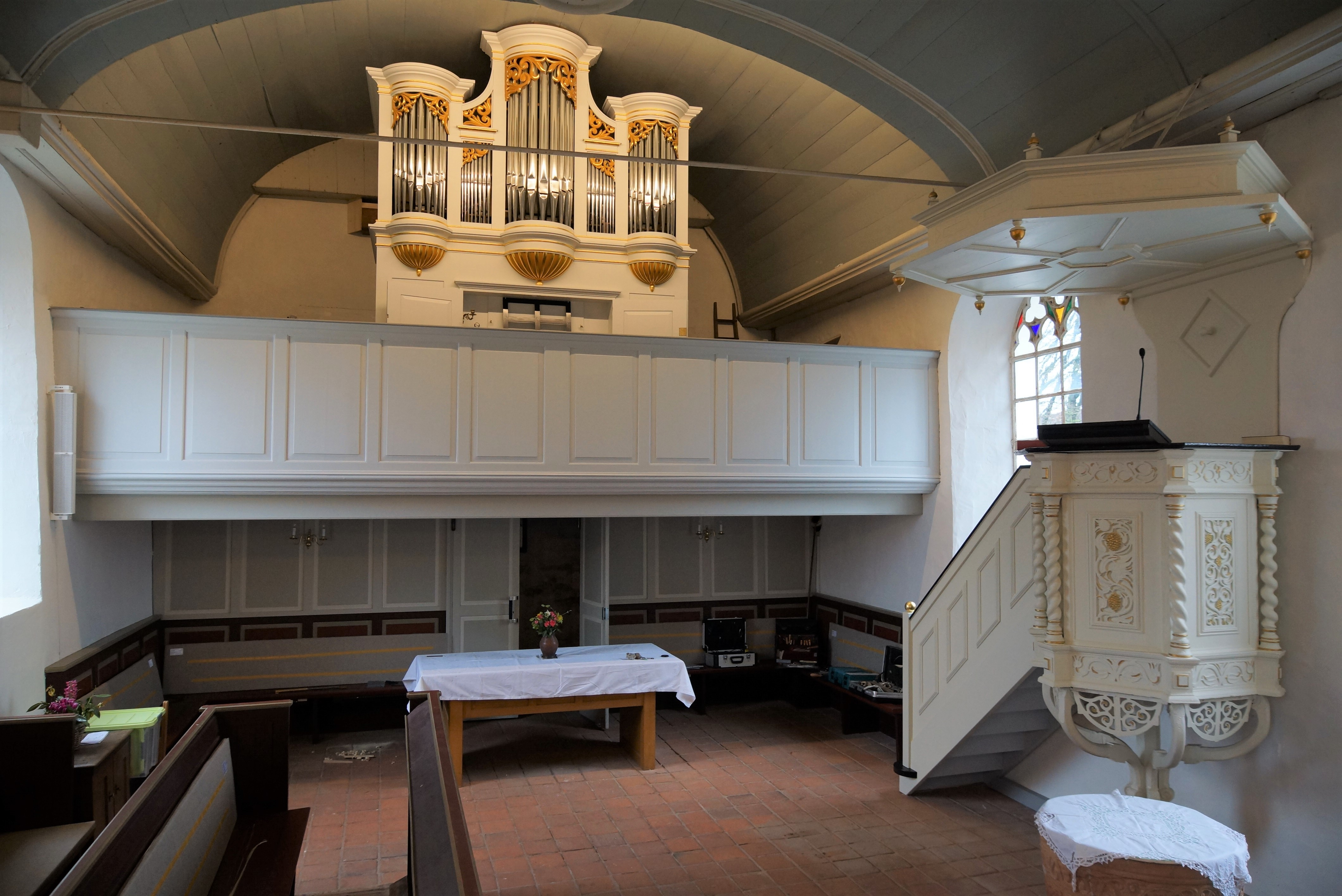
Blick in den Innenraum

Der Taufstein aus Bentheimer Sandstein aus dem 12. Jahrhundert weist einen doppelten Rankenfries auf und ruht auf vier Löwen. Die barocke Kanzel datiert von 1723. Die Kanzelfelder werden von gedrehten Säulen gegliedert und von geschnitzten Flachreliefs verziert, die Weinranken und Reben zeigen. Ein schlichter Abendmahlstisch steht an der Ostwand unter der Empore. Ein 1764 gestifteter Kronleuchter entging der Ablieferung sonstiger Metallgegenstände für die Rüstungsindustrie während der beiden Weltkriege. Im Chorraum weisen einige Grabplatten aus den Jahren 1592 und 1623 darauf hin, dass hier die Besitzer der Marker Burg beigesetzt wurden.

## Orgel
Brond de Grave Winter erbaute 1859/1860 eine Orgel mit sieben Registern auf einem Manual und angehängtem Pedal. Es ist sein erstes Instrument und zugleich sein einziges Orgelwerk, das fast vollständig erhalten ist. 1917 mussten die Prospektpfeifen zu Rüstungszwecken abgegeben werden; 1919 erfolgte der Wiedereinbau. Die Firma Furtwängler & Hammer erneuerte 1937 die Manualklaviatur und ergänzte im Pedal einen Subbass 16′. Das Instrument verfügt seitdem über acht Register. Die Orgel war lange sanierungsbedürftig; die Kosten wurden auf € 90.000 veranschlagt. Im Jahr 2019 restaurierte Harm Dieder Kirschner das Instrument. Die Disposition lautet wie folgt:
| I Manual C–f3 |               |    |
| 1.            | Prinzipal     | 8′ |
| 2.            | Gedackt       | 8′ |
| 3.            | Doppelflöte   | 8′ |
| 4.            | Octave        | 4′ |
| 5.            | Flöte amabile | 4′ |
| 6.            | Quinte        | 3′ |
| 7.            | Flautine      | 2′ |

| Pedal C–h0 |         |     |
| 8.         | Subbass | 16′ |

- Koppeln: I/P